# 3alfa-idrossicolanato deidrogenasi
La 3alfa-idrossicolanato deidrogenasi è un enzima appartenente alla classe delle ossidoreduttasi, che catalizza la seguente reazione:
3α-idrossi-5β-colanato + NAD+ ⇄ 3-osso-5β-colanato + NADH + H+
L'enzima agisce anche su altri 3α-idrossisteroidi con catena laterale acida.